# Антоніо Скарпа
Антоніо Скарпа (італ. Antonio Scarpa; 9 травня 1752, Мотта-ді-Лівенца — 31 жовтня 1832, Бознаско) — італійський анатом і хірург, дійсний член Лондонського королівського товариства, головний хірург Наполеона Бонапарта.